# Staświny
Staświny (niem. Stasswinnen, od 1938 Eisermühl) – wieś w Polsce położona w województwie warmińsko-mazurskim, w powiecie giżyckim, w gminie Miłki, na skrzyżowaniu drogi krajowej nr  oraz drogi wojewódzkiej nr .
W latach 1975–1998 miejscowość administracyjnie należała do województwa suwalskiego.
W roku 2021 w Staświnach mieszkało 391 osób, z czego 48,6% mieszkańców stanowiły kobiety, a 51,4% mężczyźni.

## Historia
Wieś lokowana w 1475 roku na prawie chełmińskim, kiedy to Szymon Schulz dostał pięć łanów ziemi, a zakładana osada o nazwie Eisermühle, miała obejmować 50 łanów. W przywileju lokacyjnym komtur pokarmiński Bernhard von Balzhofen zastrzegł, że miejscowość ma być zaludniona osadnikami niemieckimi. Z racji położenia Staświn przy ważnym trakcie łączącym zamki w Piszu i Giżycku, rozwija się karczmarstwo. W 1507 roku funkcjonowały tu trzy karczmy, w 1539 – cztery. Istniał również młyn. Od 1481 roku wieś należy do parafii w Miłkach. Na podstawie ksiąg rachunkowych powiatu giżyckiego można stwierdzić, że w 1625 r. mieszkało tu prócz Polaków, kilku Niemców. W lutym 1657 roku Staświny zostały spalone przez wojska pisarza polnego litewskiego Aleksandra (Hilarego) Połubińskiego. Szkołę założono w 1819 roku. W 1906 roku uruchomiono linię kolejową Giżycko-Orzysz-Pisz, najbliższe stacje znajdowały się w Rudzie i Miłkach. W wyniku ciężkich walk pomiędzy wojskami niemieckimi i rosyjskimi o ufortyfikowany pas Wielkich Jezior Mazurskich od sierpnia 1914, do lutego 1915 roku, wieś została całkowicie zniszczona. Śladem tych zdarzeń jest cmentarz, gdzie spoczywa 34 poległych żołnierzy rosyjskich. Odbudowa wojennych zniszczeń trwała pięć lat, dzięki wszechstronnej pomocy z zachodnich rejonów Niemiec.
Do lat 30. XX wieku w Staświnach istniały dwa majątki ziemskie. Jeden z nich, położony we wsi, należał do rodziny Göbel. Posiadali oni (stan na przełom lat 20. i 30.) 100 ha ziemi, w tym 65 ha ziemi uprawnej, 10 ha łąk i 20 ha pastwisk oraz 16 koni, 5 owiec, 30 świń i 65 szt. bydła. Do ich dobytku trzeba zaliczyć dużych rozmiarów, parterowy dwór, z wyodrębnionym półpiętrem i dwuspadowym dachem, wzniesiony na początku XX wieku. Do dziś zachowały się pozostałości parku oraz część zabudowań gospodarczych.
Drugi majątek znajdował się przy drodze do Lipowego Dworu i prawdopodobnie należał do Ernsta Preussa. Dwór powstał na przełomie XIX i XX wieku, do dziś ostały się budynek dworski i zabudowania gospodarcze po wielokrotnych przebudowach oraz park.
Podczas akcji germanizacyjnej nazw miejscowych i fizjograficznych historyczna nazwa niemiecka Stasswinnen została 16 lipca 1938 r. zastąpiona przez administrację nazistowską sztuczną formą Eisermühl. 
W 1910 roku Staświny liczyły 391 mieszkańców, w 1933 – 444, a w 1939 – 452.
W odległości ok. 800 m na południowy zachód od wsi położone jest grodzisko zwane Świętą Górą. Usytuowane jest ono pomiędzy wysokim brzegiem jeziora Wojnowo i wąwozem wyżłobionym przez rzeczkę Staświnę.